# Andorra nos Jogos Olímpicos de Inverno de 1980
Andorra competiu nos Jogos Olímpicos de Inverno de 1980 em Lake Placid, Estados Unidos.